# Umwelt-Survey
Der Umwelt-Survey ist eine große Querschnittsstudie über die Belastung durch Schadstoffe (beispielsweise Schwermetalle) der deutschen Allgemeinbevölkerung. Er soll repräsentative Daten für die gesundheitsbezogene Umweltbeobachtung liefern; bis zu 5000 Personen wurden dazu untersucht und befragt. Der Survey wurde von Wissenschaftlern des Umweltbundesamtes, vor allem des früheren Instituts für Wasser-, Boden- und Lufthygiene (WaBoLu), in Zusammenarbeit mit dem Robert Koch-Institut erhoben. Bisher gab es drei Erhebungsrunden: im Jahr 1985/86, im Jahr 1990/92 und in den Jahren 1997 bis 1999. Ein Umwelt-Survey für Kinder (KUS) wurde im Mai 2003 begonnen; die Feldarbeit wurde im Mai 2006 abgeschlossen.
Die Daten aus den Surveys wurden in zahlreichen Publikationen veröffentlicht.
Sie dienen
- als Grundlage für Referenzwerte, die eine bundesweit einheitliche Bewertung von Umweltbelastungen ermöglichen sollen (Human-Biomonitoring)
- der Darstellung von Trends und regionalen Unterschieden in der Belastung,
- der Identifikation und Quantifizierung von Belastungspfaden.